# 29373 Hamanowa
29373 Hamanowa è un asteroide della fascia principale. Scoperto nel 1996, presenta un'orbita caratterizzata da un semiasse maggiore pari a 2,3658991 UA e da un'eccentricità di 0,0615080, inclinata di 5,00149° rispetto all'eclittica.